# Тенденциозная литература
Тенденцио́зная литерату́ра, тенде́нция в литерату́ре (позднелат. tendentia — направленность, от лат. tendo — направляю, стремлюсь) — направление в литературе и в её критической оценке, при котором автор явно подчёркивает свои социальные, политические, этические или иные взгляды, идейно оценивает описываемых в произведении персонажей и события.
Тенденциозность литературы начинает осознаваться писателями-реалистами начиная с середины XIX века: по их мнению уже в предыдущие века в литературных произведениях противопоставляются авторское «желаемое», «идеальное» и реальное «сущное». Для отдельных направлений (классицизма, просвещения) тенденциозность являлась, по их мнению, непременной чертой. Реализм же, в отличие от предшествовавших эпох, имел множество «правд», содержал в себе пафос познания и был ориентирован на беспристрастность и объективность. Такие писатели, как Фёдор Достоевский, Лев Толстой и Антон Чехов полагали необходимость «учительной» роли реалистической литературы и противопоставляли её натуралистической и декадентской.
Классики марксизма, а вслед за ними — советские руководители и советская литературная критика противопоставляла тенденциозную литературу прочей, «искусству ради искусства», ставя первую на куда более высокую ступень. Так, Фридрих Энгельс в письме Минне Каутской отмечал: «Отец трагедии Эсхил и отец комедии Аристофан были оба ярко выраженными тенденциозными поэтами, точно так же и Данте и Сервантес, а главное достоинство „Коварства и любви“ Шиллера состоит в том, что это — первая немецкая политически-тенденциозная драма. Современные русские и норвежские писатели, которые пишут превосходные романы, все сплошь тенденциозны». Владимир Ленин в своей работе 1905 года «Партийная организация и партийная литература» развивал идею Энгельса, противопоставляя мнимо свободной буржуазной литературе «действительно-свободную, открыто связанную с пролетариатом литературу». Данный ленинский тезис впоследствии стал основой концепции особого советского литературного жанра, социалистического реализма. На состоявшемся в 1934 году первом съезде советских писателей советский партийный и государственный деятель Андрей Жданов следующим образом с гордостью констатировал: «Да, наша советская литература тенденциозна, и мы гордимся её тенденциозностью, потому что наша тенденция заключается в том, чтобы освободить трудящихся, — всё человечество от ига капиталистического рабства».